# Elophos reducta
Elophos reducta är en fjärilsart som beskrevs av L. Müller. Elophos reducta ingår i släktet Elophos och familjen mätare. Inga underarter finns listade i Catalogue of Life.